# Liebstadia longior
Liebstadia longior är en kvalsterart som först beskrevs av Berlese 1908.  Liebstadia longior ingår i släktet Liebstadia och familjen Liebstadiidae. Inga underarter finns listade i Catalogue of Life.